# Campionato mondiale maschile di pallavolo 2010
Il campionato mondiale di pallavolo 2010 si è svolto dal 24 settembre al 10 ottobre 2010 ad Ancona, Catania, Firenze, Assago, Modena, Reggio Calabria, Roma, Torino, Trieste e Verona, in Italia: al torneo hanno partecipato ventiquattro squadre nazionali e la vittoria finale è andata per la terza volta consecutiva al Brasile.

## Qualificazioni
Alle qualificazioni hanno partecipato 109 nazionali di pallavolo, un record assoluto. Grazie alle qualificazioni si sono qualificate alla fase finale del torneo 22 squadre, mentre altre due, l'Italia, paese ospitante e il Brasile, campione del mondo in carica, sono qualificate di diritto. La distribuzione delle squadre, nei vari gironi di qualificazione, è avvenuta sia in base al ranking mondiale al 5 gennaio 2008, sia in base al numero di federazioni registrate in ogni continente: partecipano quindi alla fase finale 8 squadre europee (9 se si conta l'Italia), 4 squadre nordamericane, 5 asiatiche-oceaniche, 2 squadre sudamericane (3 se si conta il Brasile) e 3 squadre africane.

## Impianti
Le città prescelte per ospitare la manifestazione sono state 10: Ancona, Catania, Firenze, Assago, Modena, Reggio Calabria, Roma, Torino, Trieste, Verona. Le finali si sono svolte a Roma.

## Gironi
| Gruppo A                    | Gruppo B                    | Gruppo C                            | Gruppo D                                | Gruppo E                        | Gruppo F                       |
| --------------------------- | --------------------------- | ----------------------------------- | --------------------------------------- | ------------------------------- | ------------------------------ |
| Italia Giappone Egitto Iran | Brasile Spagna Cuba Tunisia | Russia Porto Rico Australia Camerun | Stati Uniti Argentina Venezuela Messico | Bulgaria Cina Francia Rep. Ceca | Serbia Polonia Germania Canada |

## Terza fase

### Girone Q - Firenze

#### Risultati
:

## Fase finale

### Finali 1º e 3º posto - Roma
|  | Semifinali | Semifinali | Semifinali |         |      | Finale          | Finale          | Finale          |  |
|  |            |            |            |         |      |                 |                 |                 |  |
|  | Serbia     | Serbia     | 2          |         |      |                 |                 |                 |  |
|  | Serbia     | Serbia     | 2          |         |      |                 |                 |                 |  |
|  | Cuba       | Cuba       | 3          |         |      |                 |                 |                 |  |
|  | Cuba       | Cuba       | 3          |         | Cuba | Cuba            | 0               |                 |  |
|  |            |            |            |         | Cuba | Cuba            | 0               |                 |  |
|  |            |            | Brasile    | Brasile | 3    |                 |                 |                 |  |
|  | Italia     | Italia     | Brasile    | Brasile | 3    | 1               |                 |                 |  |
|  | Italia     | Italia     |            |         |      | 1               |                 |                 |  |
|  | Brasile    | Brasile    | 3          |         |      | Finale 3º posto | Finale 3º posto | Finale 3º posto |  |
|  | Brasile    | Brasile    | 3          |         |      |                 |                 |                 |  |
|  |            |            |            |         |      |                 |                 |                 |  |
|  |            |            |            |         |      | Serbia          | Serbia          | 3               |  |
|  |            |            |            |         |      | Serbia          | Serbia          | 3               |  |
|  |            |            |            |         |      | Italia          | Italia          | 1               |  |

### Finali 5º e 8º posto - Modena
|  | Semifinali 5º/8º posto | Semifinali 5º/8º posto | Semifinali 5º/8º posto |             |        | Finale 5º/6º posto | Finale 5º/6º posto | Finale 5º/6º posto |  |
|  |                        |                        |                        |             |        |                    |                    |                    |  |
|  | Russia                 | Russia                 | 3                      |             |        |                    |                    |                    |  |
|  | Russia                 | Russia                 | 3                      |             |        |                    |                    |                    |  |
|  | Bulgaria               | Bulgaria               | 1                      |             |        |                    |                    |                    |  |
|  | Bulgaria               | Bulgaria               | 1                      |             | Russia | Russia             | 3                  |                    |  |
|  |                        |                        |                        |             | Russia | Russia             | 3                  |                    |  |
|  |                        |                        | Stati Uniti            | Stati Uniti | 0      |                    |                    |                    |  |
|  | Stati Uniti            | Stati Uniti            | Stati Uniti            | Stati Uniti | 0      | 3                  |                    |                    |  |
|  | Stati Uniti            | Stati Uniti            |                        |             |        | 3                  |                    |                    |  |
|  | Germania               | Germania               | 0                      |             |        | Finale 7º/8º posto | Finale 7º/8º posto | Finale 7º/8º posto |  |
|  | Germania               | Germania               | 0                      |             |        |                    |                    |                    |  |
|  |                        |                        |                        |             |        |                    |                    |                    |  |
|  |                        |                        |                        |             |        | Bulgaria           | Bulgaria           | 3                  |  |
|  |                        |                        |                        |             |        | Bulgaria           | Bulgaria           | 3                  |  |
|  |                        |                        |                        |             |        | Germania           | Germania           | 0                  |  |

### Finali 9º e 12º posto - Firenze
|  | Semifinali 9º/12º posto | Semifinali 9º/12º posto | Semifinali 9º/12º posto |           |           | Finale 9º/10º posto  | Finale 9º/10º posto  | Finale 9º/10º posto  |  |
|  |                         |                         |                         |           |           |                      |                      |                      |  |
|  | Argentina               | Argentina               | 3                       |           |           |                      |                      |                      |  |
|  | Argentina               | Argentina               | 3                       |           |           |                      |                      |                      |  |
|  | Spagna                  | Spagna                  | 1                       |           |           |                      |                      |                      |  |
|  | Spagna                  | Spagna                  | 1                       |           | Argentina | Argentina            | 3                    |                      |  |
|  |                         |                         |                         |           | Argentina | Argentina            | 3                    |                      |  |
|  |                         |                         | Rep. Ceca               | Rep. Ceca | 1         |                      |                      |                      |  |
|  | Francia                 | Francia                 | Rep. Ceca               | Rep. Ceca | 1         | 0                    |                      |                      |  |
|  | Francia                 | Francia                 |                         |           |           | 0                    |                      |                      |  |
|  | Rep. Ceca               | Rep. Ceca               | 3                       |           |           | Finale 11º/12º posto | Finale 11º/12º posto | Finale 11º/12º posto |  |
|  | Rep. Ceca               | Rep. Ceca               | 3                       |           |           |                      |                      |                      |  |
|  |                         |                         |                         |           |           |                      |                      |                      |  |
|  |                         |                         |                         |           |           | Spagna               | Spagna               | 1                    |  |
|  |                         |                         |                         |           |           | Spagna               | Spagna               | 1                    |  |
|  |                         |                         |                         |           |           | Francia              | Francia              | 3                    |  |

## Classifica finale
| Classifica | Squadre                                            |
| ---------- | -------------------------------------------------- |
|            | Brasile                                            |
|            | Cuba                                               |
|            | Serbia                                             |
| 4          | Italia                                             |
| 5          | Russia                                             |
| 6          | Stati Uniti                                        |
| 7          | Bulgaria                                           |
| 8          | Germania                                           |
| 9          | Argentina                                          |
| 10         | Rep. Ceca                                          |
| 11         | Francia                                            |
| 12         | Spagna                                             |
| 13         | Camerun Egitto Giappone Messico Polonia Porto Rico |
| 19         | Australia Canada Cina Iran Tunisia Venezuela       |